# Плющ обыкновенный
Плющ обыкновенный, или Плющ вьющийся (лат. Hedéra hélix), — вечнозелёная вьющаяся лиана, вид рода Плющ (Hedera) семейства Аралиевые (Araliaceae). Вьющееся растение, которое своими многочисленными присоскоподобными корнями прикрепляется к разным предметам (деревьям, скалам). Иногда растение достигает 30 м в длину.

## Название
Родовое латинское название растения происходит от греческого слова «oedon» — «певец, бард». Однако некоторые ботаники считают, что название растения происходит от кельтского слова «hedea» — «шнур». Видовое название происходит от слова «helisso», что означает «виться».

## Биологическое описание
Листья имеет кожистые, голые, блестящие, на бесплодных побегах сердцевидные, на цветоносных ветках — цельные ромбовидно-яйцевидные.
Цветки жёлто-зелёные, в простых зонтиках, собраны кистью. Цветёт в сентябре—октябре.
Формула цветка: {\displaystyle \ast K_{(5)}\;C_{5}\;A_{5}\;G_{({\overline {5}})}}
.
Плод — ягода, сначала зелёная, потом чёрная, несъедобна для человека, но служит пищей для птиц, которые и распространяют семена с экскрементами.

## Ареал
Растёт в лиственных лесах, преимущественно в дубовых, реже в буковых, в низинах и предгорьях. Распространён повсеместно в Западной, Центральной и Южной Европе, а также в Юго-Западной Азии. В России встречается в Калининградской области, Ставропольском крае, в Краснодарском крае, в том числе на Черноморском побережье Кавказа. Также растёт на Крымском полуострове.
Плющ обыкновенный — официальная цветочная эмблема шведской провинции Готланд.

## Значение и применение
В декоративном садоводстве используется для вертикального озеленения. Выращивается как комнатное растение.
Плющ — превосходный медонос, на Кавказе цветёт в сентябре, даёт взяток, сравнимый с липой и каштаном съедобным. Мед белый, быстро «садится» (кристаллизуется), ароматный с мятно-ментоловым привкусом.
Ягоды плюща созревают в январе—феврале и являются основной пищей зимой для голубей и дроздов, для человека ядовиты.
Зелень плюща всю зиму является ценным зелёным кормом для диких и домашних травоядных животных.

### В медицине
В народной медицине используются листья плюща, которые содержат сапонины, гедерин, а также инозит, каротин, муравьиную и яблочную кислоты, и стебли, которые содержат камедь. Листья используются при хронических воспалениях слизистых оболочек, туберкулёзе, рахите, и других заболеваниях. В свежем виде их используют как наружное средство при ожогах, для перевязки гнойных ран.
В частности, большой популярностью пользуются как средства от кашля травяные сборы, содержащие экстракты листьев плюща обыкновенного. Однако систематический обзор исследований применения препаратов плюща при острых инфекциях верхних дыхательных путей выявил серьёзные методологические недостатки этих исследований и отсутствие плацебо-контроля в большинстве из них. Систематический обзор применения экстрактов листьев плюща при лечении хронической обструкции дыхательных путей у детей, страдающих бронхиальной астмой, тоже обнаружил нехватку качественных исследований.

## В астрономии
В честь плюща обыкновенного назван астероид (1251) Гедера, открытый 25 января 1933 года немецким астрономом Карлом Райнмутом в Гейдельбергской обсерватории.